# Пасеря (Келераш)
Пасеря (рум. Pasărea) — село у повіті Келераш в Румунії. Входить до складу комуни Фрумушань.
Село розташоване на відстані 25 км на південний схід від Бухареста, 79 км на захід від Келераші.

## Населення
За даними перепису населення 2002 року у селі проживали 866 осіб. Усі жителі села рідною мовою назвали румунську.
Національний склад населення села:
| Національність | Кількість осіб | Відсоток |
| -------------- | -------------- | -------- |
| румуни         | 771            | 89,0%    |
| цигани         | 95             | 11,0%    |